# Вукич, Стефан
Стефан Вукич (серб. Стефан Вукић; 29 июня 1995, Нишавский округ) — сербский футболист, нападающий.

## Карьера
Воспитанник клуба «Раднички» (Ниш). Долгое время выступал в командах низших сербских лиг. Первый успех пришел к нему в 2020 году, когда Вукич вместе со «Златибором» вышел в элитную сербскую Суперлигу. Благодаря успешному дебютному сезону в ней (30 игр и 9 голов), форвард перешел в ТСЦ, с которым стал серебряным призером чемпионата страны. Позднее выступал за «Воеводину», однако не закрепившись в ее составе, форвард отправился в аренду в родные «Раднички». Всего в сербской Суперлиге провел 124 матча и забил 33 гола.
В июле 2024 года нападающий впервые покинул Сербию, заключив контракт с китайским клубом Первой лиги «Чунцин Тоньлянлонг». Зимой 2025 года Вукич пополнил состав российской команды ФНЛ «Сокол» (Саратов).

## Достижения
- Серебряный призер Чемпионата Сербии (1): 2022/23.
- Победитель Первой лиги Сербии (1): 2019/2020.